# Kaczory (gromada)
Kaczory – dawna gromada, czyli najmniejsza jednostka podziału terytorialnego Polskiej Rzeczypospolitej Ludowej w latach 1954–1972.
Gromady, z gromadzkimi radami narodowymi (GRN) jako organami władzy najniższego stopnia na wsi, funkcjonowały od reformy reorganizującej administrację wiejską przeprowadzonej jesienią 1954 do momentu ich zniesienia z dniem 1 stycznia 1973, tym samym wypierając organizację gminną w latach 1954–1972.
Gromadę Kaczory z siedzibą GRN w Kaczorach utworzono – jako jedną z 8759 gromad na obszarze Polski – w powiecie chodzieskim w woj. poznańskim, na mocy uchwały nr 17/54 WRN w Poznaniu z dnia 5 października 1954. W skład jednostki weszły obszary dotychczasowych gromad Kaczory, Krzewina i Morzewo oraz miejscowości Żabowo i Garncarsko z dotychczasowej gromady Jeziorki ze zniesionej gminy Kaczory w tymże powiecie. Dla gromady ustalono 14 członków gromadzkiej rady narodowej.
1 stycznia 1959 do gromady Kaczory włączono obszary zniesionych gromad Dziembowo (bez miejscowości Byszki) i Rzadkowo w tymże powiecie.
4 lipca 1968 do gromady Kaczory włączono obszar zniesionej gromady Śmiłowo w tymże powiecie.
Gromada przetrwała do końca 1972 roku, czyli do kolejnej reformy gminnej. 1 stycznia 1973 w powiecie chodzieskim reaktywowano gminę Kaczory (od 1999 gmina Kaczory należy do powiatu pilskiego).